# Stora Drisstjärnen
Stora Drisstjärnen är en sjö i Göteborgs kommun i Västergötland och ingår i Göta älvs huvudavrinningsområde. Stora Drisstjärnen ligger i Vättlefjäll Natura 2000-område.

## Bilder

Stora Drisstjärnen
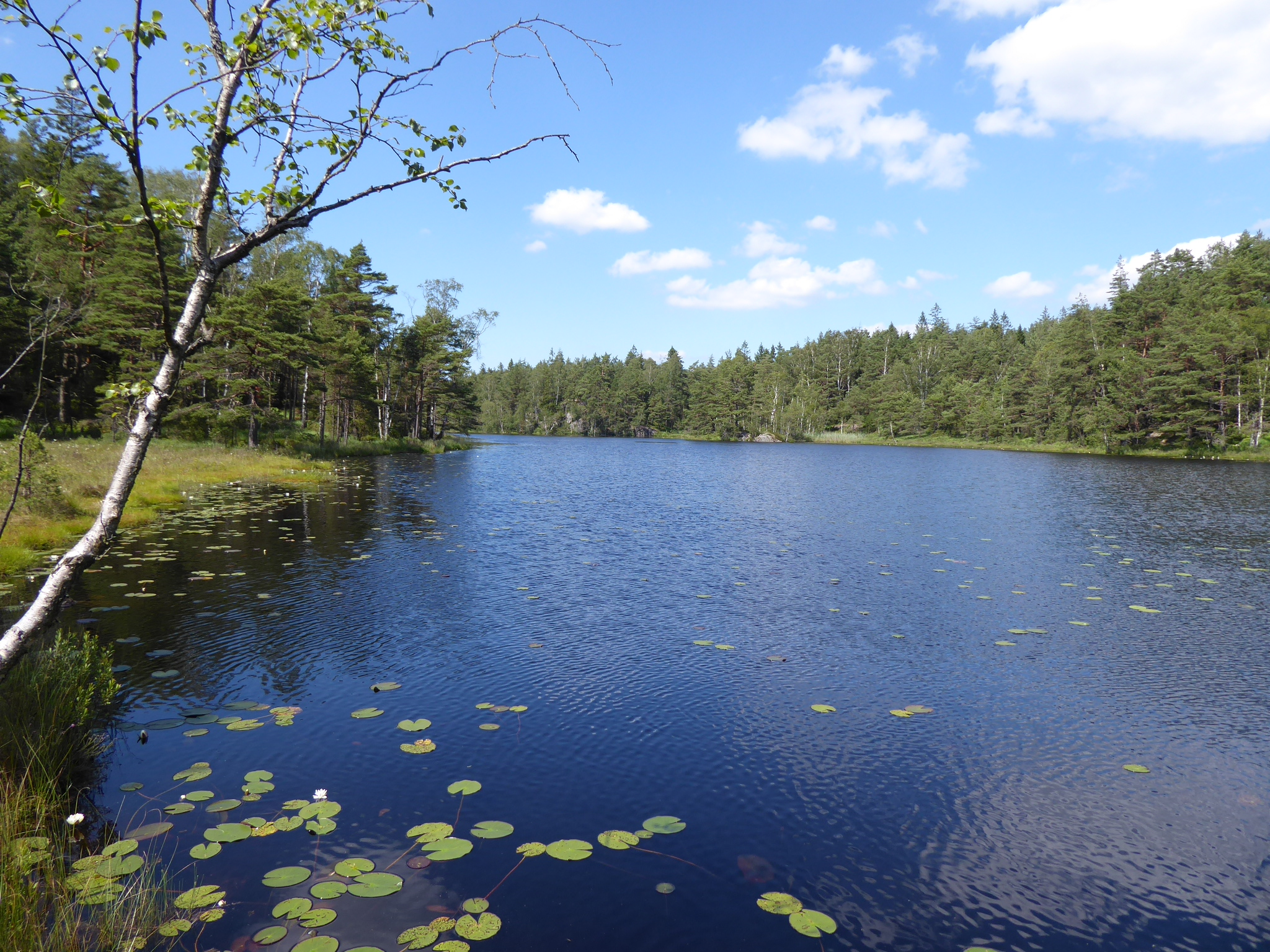
Stora Drisstjärnen från sydväst i juni 2024.
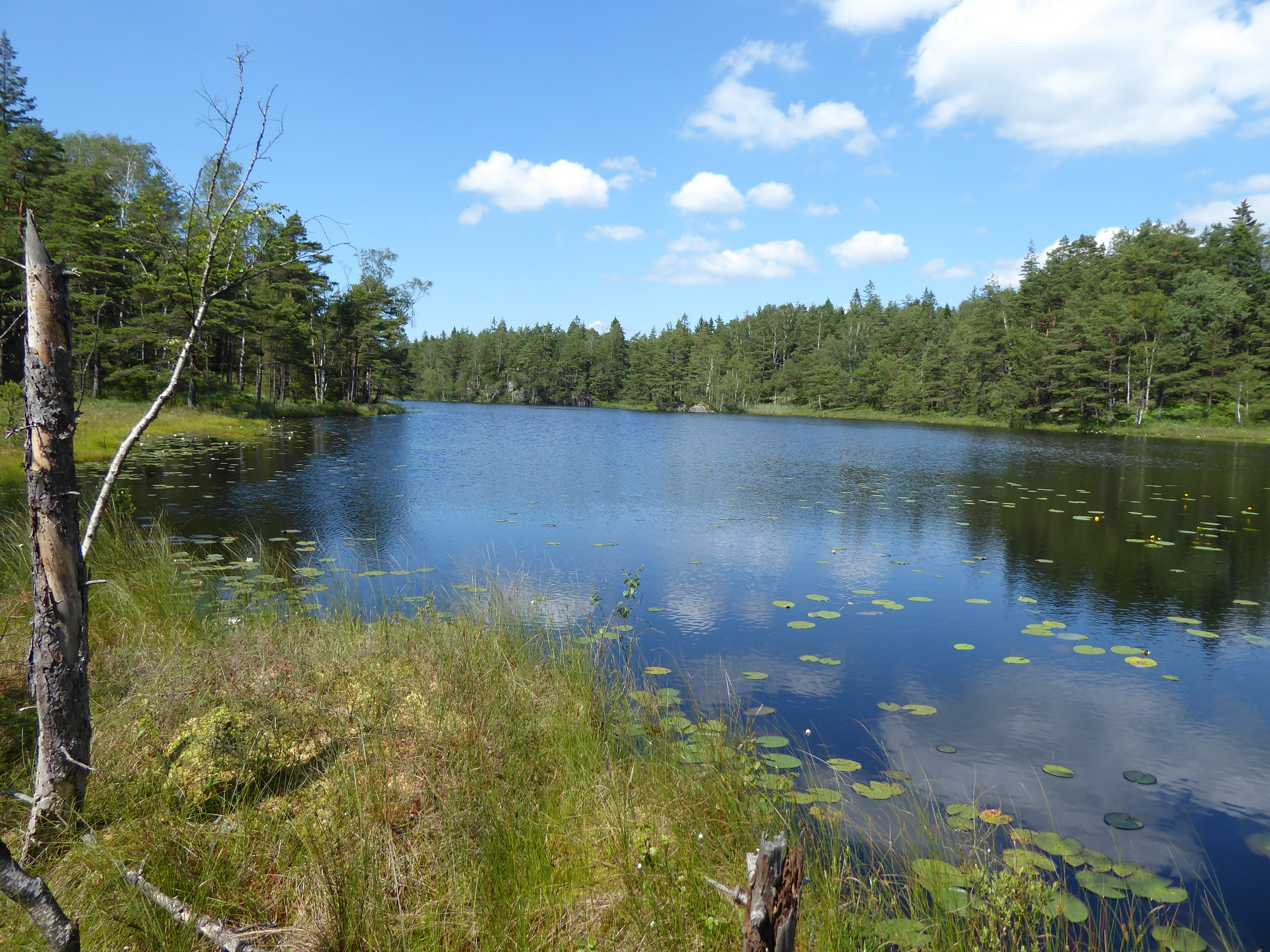
Stora Drisstjärnen från sydväst i juni 2024.